# LaRoy Reynolds
LaRoy Reynolds (Norfolk, 3 novembre 1990) è un giocatore di football americano statunitense che milita nel ruolo di linebacker per gli Atlanta Falcons della National Football League (NFL).

## Carriera

### Jacksonville Jaguars
All'università, Reynolds giocò a football coi Virginia Cavaliers. Dopo non essere stato scelto nel Draft NFL 2013 firmò con i Jacksonville Jaguars con cui rimase fino all'inizio della stagione 2015. Il 12 novembre 2013 fu sospeso dalla NFL per quattro partite per avere fallito un test antidoping.

### Chicago Bears
Il 29 novembre 2015, Reynolds firmò con Chicago Bears. Con essi concluse la stagione 2015 disputando 13 partite con la nuova maglia.

### Atlanta Falcons
Il 16 marzo 2016, Reynolds firmò con gli Atlanta Falcons. Nella prima stagione in Georgia mise a segno un nuovo primato personale di 30 tackle, raggiungendo il Super Bowl perso contro i New England Patriots.

### Philadelphia Eagles
Nel 2018 Reynolds firmò con i Philadelphia Eagles.

## Palmarès

### Franchigia
- National Football Conference Championship: 1

Atlanta Falcons: 2016

## Statistiche
| Partite totali      | 59  |
| Partite da titolare | 7   |
| Tackle totali       | 84  |
| Sack                | 0,0 |
| Intercetti          | 0   |
| Fumble forzati      | 0   |